# Курико (провинция)
Провинция Курико  (исп. Provincia de Curicó) — провинция в Чили в составе области Мауле. Административный центр — Курико.
Включает в себя 9 коммун.
Территория — 7486,7 км². Численность населения — 288 880 жителей (2017). Плотность населения — 38,59 чел./км².

## География
Провинция граничит:
- на севере — провинции Кольчагуа и Карденаль-Каро
- на востоке — провинция Мендоса (Аргентина)
- на юге — провинция Линарес
- на западе — Тихий океан

## Административное деление
Провинция включает в себя 9 коммун:
- Курико. Административный центр — Курико.
- Уаланье. Админ.центр — Уаланье.
- Ликантен. Админ.центр — Ликантен.
- Молина. Админ.центр — Молина.
- Рауко. Админ.центр — Рауко.
- Ромераль. Админ.центр — Ромераль.
- Саграда-Фамилиа. Админ.центр — Саграда-Фамилиа.
- Тено. Админ.центр — Тено.
- Вичукен. Админ.центр — Вичукен.

## Демография
Согласно сведениям, собранным в ходе переписи 2017 г. Национальным институтом статистики (INE),  население провинции составляет:
| Полное население                            | Полное население                            | Полное население                            | Полное население                            | Полное население                            | 288 880 |
| ------------------------------------------- | ------------------------------------------- | ------------------------------------------- | ------------------------------------------- | ------------------------------------------- | ------- |
| в том числе:                                | Городское население                         | 211 263                                     | Процент городского населения, %             | 73,13                                       |         |
|                                             | Сельское население                          | 77 617                                      | Процент сельского населения, %              | 26,87                                       |         |
|                                             | Мужское население                           | 142 609                                     | Процент мужского населения, %               | 49,37                                       |         |
|                                             | Женское население                           | 146 271                                     | Процент женского населения, %               | 50,63                                       |         |
| Плотность населения, чел/км²                | Плотность населения, чел/км²                | Плотность населения, чел/км²                | Плотность населения, чел/км²                | Плотность населения, чел/км²                | 38,59   |
| Население провинции в % к населению области | Население провинции в % к населению области | Население провинции в % к населению области | Население провинции в % к населению области | Население провинции в % к населению области | 27,65   |